# Камполи Апенино
Камполи Апенино (итал. Campoli Appennino) је насеље у Италији у округу Фрозиноне, региону Лацио.
Према процени из 2011. у насељу је живело 961 становника. Насеље се налази на надморској висини од 623 м.

## Становништво
| 1936. | 1951. | 1961. | 1971. | 1981. | 1991. | 2001. | 2011. |
| ----- | ----- | ----- | ----- | ----- | ----- | ----- | ----- |
| 1.872 | 1.890 | 1.551 | 1.500 | 1.604 | 1.815 | 1.804 | 1.749 |